# محوطه شماره ۸ بمپور
محوطه شماره ۸ بمپور مربوط به هزاره سوم قبل از میلاد است و در شهرستان ایرانشهر، بخش بمپور، دهستان بمپور غربی، ۸۰۰ متری جنوب شرق روستای میرآباد واقع شده و این اثر در تاریخ ۲۲ آبان ۱۳۸۶ با شمارهٔ ثبت ۱۹۹۵۷ به‌عنوان یکی از آثار ملی ایران به ثبت رسیده است.